# 伊朗劳动者党
伊朗劳动者党（波斯語：حزب رنجبران ایران，羅馬化：Ḥezb-e ranjbarān-e Īrān，缩写为Ranjbaran）是现处流亡状态的伊朗政党。
该党成立于1979年12月26日，由9个马克思主义团体合并而成（大多起源于伊朗人民党，多数有毛主义倾向）。该党拥护“三个世界”理论，曾支持伊朗自由派总统阿布-哈桑·巴尼萨德尔。1981年，该党被伊朗当局取缔。
该党从未成为所谓毛派，并且在第一次大会后以“科学共产主义”为指导理论，再没有其他任何主义——如马克思主义、列宁主义。该党的政治纲领现在是社会主义革命，认为建立伊朗联合共产党的任务是最紧迫和重要的。